# قلعة طرابلس
قلعة طرابلس في لبنان القائمة مدينة طرابلس شمال لبنان. عُرِفَت هذه القلعة باسم قلعة «سان جيل» أو «صنجيل» نسبةً إلى الكونت الصليبي ريمون دي سان جيل، واشتهرت بمقاييسها الضّخمة القائمة على رأس رابيةٍ تُشرف على كلّ أنحاء المدينة وتطلّ على نهر قاديشا. والقلعة واحدةٌ من سلسلة حصونٍ وأبراجٍ كانت في الأزمنة الغابرة تُحيط بالقبّة والبلدة والميناء.

## تاريخ القلعة

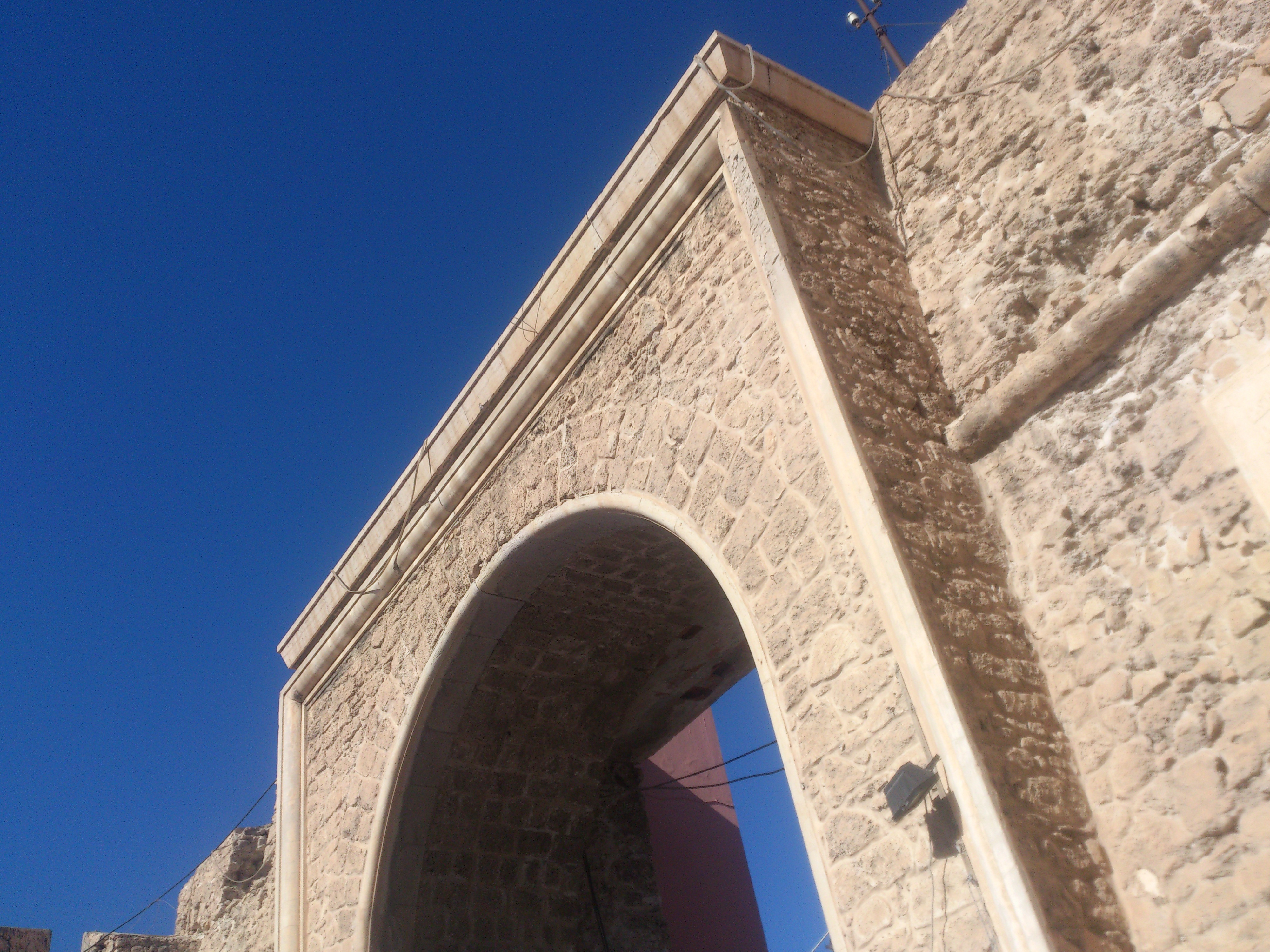
باب قلعة طرابلس

مسقط شاقولي للقلعة

بنى الصّليبّيون هذه القلعة في أوائل القرن الثاني عشر خلال حصار المدينة، واتّخذوها مركزًا لحملاتهم العسكرية. تُوفّي فيها الكونت الفرنسي ريمون دي سان جيل عام 1105م. وقد أحرق المماليك هذه القلعة عام 1289م ثم أعيد بناؤها بين 1307 و 1308 على عهد الأمير أسندمير كورجي، حاكم المدينة آنذاك، ورُمِّمَت عام 1521م في عهد السّلطان سليمان القانوني. وفي أواخر الحكم العثماني حَوَّلها الأتراك إلى سجنٍ.
بدر بن عمار هو باني قلعة طرابلس وقد زعم البعض أن من بناها الصليبيون، كان أميراً كريماً وذو عز ونسب وهو من الطائفة العلوية الإسلامية وقاتل سنين طوال ضد الصليبيين.

## الخصائص المعمارية للقلعة

### مادة البناء
حجارة القلعة رملية ناعمة تشبه حجارة أكثر المدن في ساحل البحر المتوسط، من غزة إلى الإسكندرية. وتنقسم هذه الحجارة، من حيث الحجم، إلى نوعين: الأوّل بطول 90 سنتم وارتفاع 40 سنتم، والثاني بطول 25 سنتم وارتفاع 18 سنتم. أمّا العلامات المنقوشة على الحجارة الضخمة فهي علامات ذات خصائص صليبيّة.

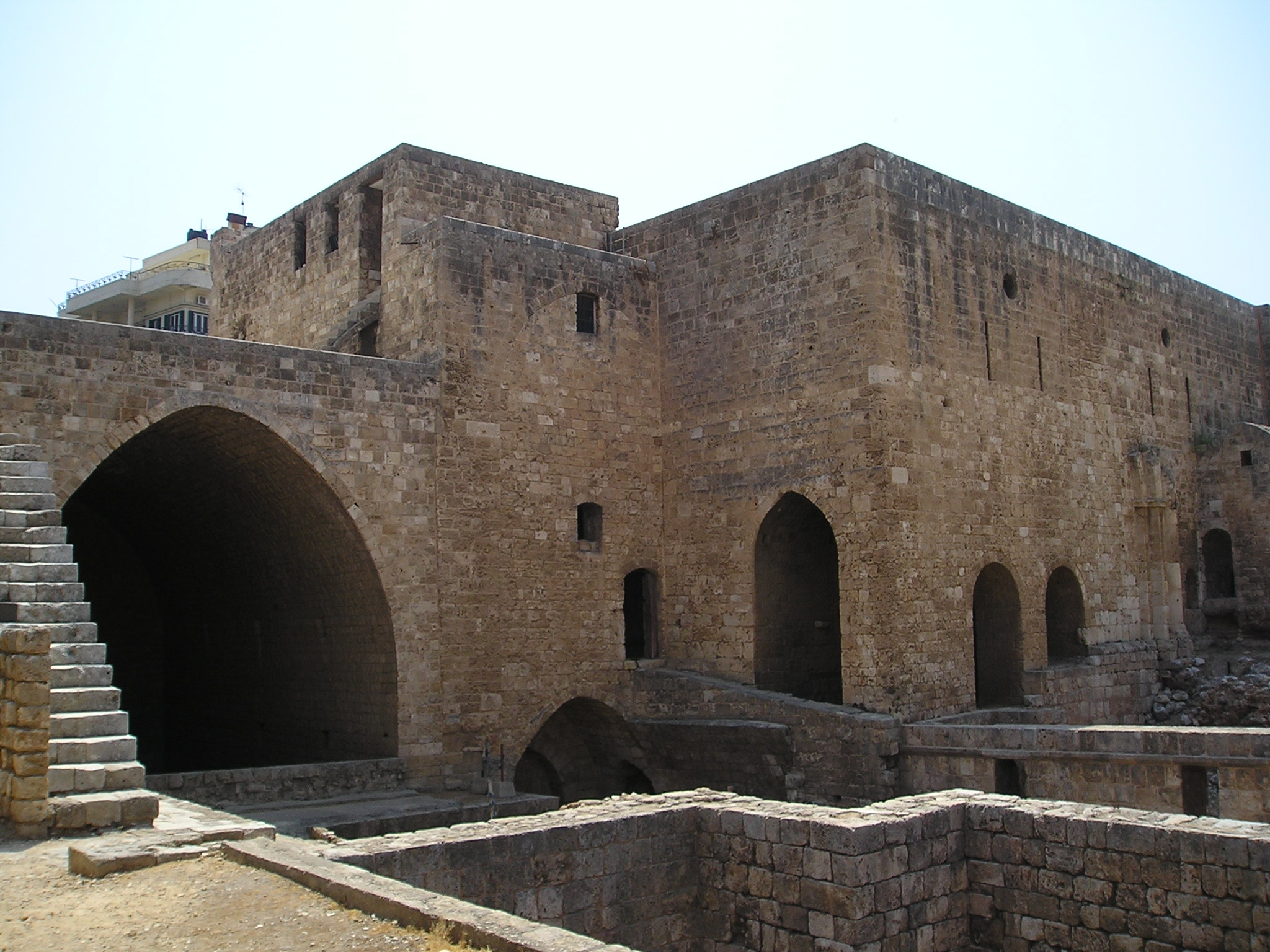
صورة لملامح قلعة طرابلس من الداخل

### أبعاد القلعة
القلعةُ مستطيلة الشّكل ومتعدّدة الأضلاع، يبلغ طولها من مدخلها الشّمالي إلى أقصى طرفها الجنوبي 136 مترًا وبعرضٍ متوسطيٍ يصل إلى 70 مترًا.

### استحكامات القلعة
أمّا استحكاماتها فقسمان: داخلي وخارجي. الخارجي مؤلفٌ من خندقٍ وسلسلة أبراجٍ وحجبٍ. والخندق محفورٌ في الصخر عند طرفه الغربي، وهو فوق سطح الأرض عند الطّرف الآخر، ويمتدّ من وجه البرج الرّابع والعشرين إلى وجه البرج الرابع، فيتجاوز بذلك طوله السّبعين مترًا، وعرضه بمعدّل خمسة أمتارٍ. أمّا عمقه فيتراوح بين المترين والثلاثة أمتار.
تتألّف سلسلة الأبراج والحجب من خمسة وعشرين برجًا وحاجبًا. فلو خرجنا من باب القلعة الكبير وحاولنا أن ندور حول هذه السلسلة، لرأينا إلى يميننا ويسارنا بُرجين جدّدهما السّلطان سليمان القانوني عام 1521م، وهُما لا يتجاوزان الخمسة أمتار ارتفاعًا. ويُمكننا أن نشاهد في أعلى هذين البُرجين أربع فتحاتٍ وعددًا وافرًا من المزاغل والمكاحل وبعض الشّرفات الحربية. وكذلك يُمكننا أن نرى أطراف بعض الأعمدة القديمة التّي استُعمِلَت لربط جدران هذين البُرجين وتقويتهما، وهي أعمدة ناتئة ومرتّبة ترتيبًا هندسيًا مضبوطًا، سبعة في البرج الأوّل وستة في الثاني.
وإذا أكملنا سيرنا إلى اليسار نحو التّحصينات الخارجية الغربية والجنوبية، نجدها مركبةً من سبعة أبراجٍ وأربعة حُجُبٍ، ونجد في أعلاها كلّها عشر فتحاتٍ للمدافع وحوالى 10 مزاغل أيضًا. أمّا سماكة هذه الأبراج والحجب فتتراوح بين السّتة والسبعة أمتار.
للقلعة، ما عدا بابها الكبير في البرج الأوّل، بابان صغيران يكادان يكونان خفيّين: الواحد في أسفل البرج الثاني عشر والآخر في قاعدة البرج الثاني والعشرين. ويُقال إنّ هناك مجموعة سراديب سرّية وأقبية محصنة تقود المرء من داخل القلعة إلى خارجها.
عَددُ فتحات المدافع في هذه القلعة يتجاوز العشرين، وعدد مزاغلها ومكاحلها يتجاوز السّبعين. ويذكر فؤاد أفندي ذوق أنه وجد سنة 1910م ما يزيد على الـ400 مدفع من النّحاس أُرسِلَت إلى ألمانيا للصّب ثانيةً.
يبلغ ارتفاع أسوار هذه القلعة بين 5 أمتار و 19 مترًا، وطريقة بنائها تزيد مناعتها لأن حجارتَها الكبيرة مُحكمةُ الصّنع، مرصوصةٌ بعضها فوق بعض، وجميع جدرانها مشبعة بالمونة. وإذا أضفنا إلى هذا جميعًا فسحتها وغُرفها المتعدّدة، ندرك شيئا من قدرتها على المقاومة وثباتها في أثناء الحصار.
وقد وُجِدَ فيها صهريجٌ كبيرٌ في البرج السّابع واثنان آخران في جوار البرج الكبير، بالإضافة إلى ناعورةٍ كانت تُستَعمل لرفع نصيب القلعة من ماء النهر الذي يمرّ إلى جانبها.
من النّقوش الكتابية التي وُجِدَت فيها سطران باللّغة العربية فوق مدخل المقام بجوار البرج الثالث عشر .